# Urko Berrade
Urko Berrade   (Pamplona, 28 de novembre de 1997) és un ciclista professional espanyol i que actualment corre per a l'equip Kern Pharma en categoria UCI ProTeam.
Les seva victòria més destacada es l'aconseguida a la Volta a Espanya, que també fou la seva primera victòria com a professional.

## Palmarès
- 2024
  - Vencedor d'una etapa a la Volta a Espanya
- 2025
  - 1r a la Clàssica Camp de Morvedre

### Resultats a les Grans Voltes

#### Volta a Espanya
- 2022: 66a posició
- 2024: 42a posició i vencedor de la 18a etapa.